# Henrik Sten Møller
Henrik Sten Møller (født 25. august 1937, død 2. august 2019) var en dansk journalist og forfatter, søn af arkitekten Viggo Sten Møller.
Han var i mange år arkitekturskribent på Politiken og skrev sideløbende en række bøger om arkitektur og design. Han blev tildelt PH-prisen i 1980 og Berlingskes Journalistpris i 2002.

## Udvalgte bøger
- (sammen med Viggo Sten Møller) Kay Bojesen, 1983.
- Fra vor egen tid – 100 års boligidealer, Gad 1990.
- Under himlens lys – Københavns Universitet på Frue Plads – en billedbog, Forlaget Rhodos, 1993 (også engelsk udgave).
- Bevægelse og skønhed – Bogen om Nanna Ditzel, Forlaget Rhodos, 1998.
- Motion and Beauty – The Book on Nanna Ditzel, Forlaget Rhodos, 1998.
- Legen og lyset, Forlaget Søren Fogtdal 2000.
- Forelsket i København, Politikens Forlag 2003 (også engelsk udgave).
- Rejse i erindringen, Politikens Forlag 2003.
- Shortcuts – Erik Magnussen design, Forlaget Rhodos, 2007.